# Луківський повіт
Луківський повіт (пол. powiat łukowski) — один з 20 земських повітів Люблінського воєводства Польщі.
Утворений 1 січня 1999 року в результаті адміністративної реформи.

## Загальні дані
Повіт знаходиться у північно-західній частині воєводства.
Адміністративний центр — місто Луків.
Станом на 1.01.2008 населення становить 107 997 осіб, площа 1394,21 км².

## Демографія
Демографічні дані повіту станом на 30.06.2005:
|       | Всього  | Всього | Жінки  | Жінки | Чоловіки | Чоловіки |
| ----- | ------- | ------ | ------ | ----- | -------- | -------- |
|       | осіб    | %      | осіб   | %     | осіб     | %        |
| Повіт | 108 666 | 100    | 54 506 | 50,2  | 54 160   | 49,8     |
| Міста | 33 421  | 100    | 17 259 | 51,6  | 16 162   | 48,4     |
| Села  | 75 245  | 100    | 37 247 | 49,5  | 37 998   | 50,5     |